# Isosturmia pilosa
Isosturmia pilosa là một loài ruồi trong họ Tachinidae.